# Печењади
Печењади (слч. Pečeňady) насељено је мјесто са административним статусом сеоске општине (слч. obec) у округу Пјештјани, у Трнавском крају, Словачка Република.

## Становништво
| Година:    | 1994. | 2004.   | 2014.    | 2024.   |
| ---------- | ----- | ------- | -------- | ------- |
| Број људи: | 521   | 477     | 529      | 564     |
| Разлика:   |       | -8,44 % | +10,90 % | +6,61 % |

| Година:    | 2023. | 2024.   |
| ---------- | ----- | ------- |
| Број људи: | 566   | 564     |
| Разлика:   |       | -0,35 % |

Према подацима о броју становника из 2024. године насеље је имало 564 становника.